# Ophiocomina australis
Ophiocomina australis is een slangster uit de familie Ophiocomidae.
De wetenschappelijke naam van de soort werd in 1928 gepubliceerd door Hubert Lyman Clark.